# Federazione pallavolistica dell'Afghanistan
La Federazione afghana di pallavolo (eng. Afghanistan Volleyball Association, AVA) è un'organizzazione fondata per governare la pratica della pallavolo in Afghanistan.
Organizza il campionato maschile e femminile, e pone sotto la propria egida la nazionale maschile e femminile.
Ha aderito alla FIVB nel 1980.